# Target rating point
El Target (Television Rating Point) (TRP) mide los puntos de rating comprados sobre el componente estimado de un público objetivo (target) dentro del grueso de la audiencia. 
Similar a los GRP es medido como la suma de los índices de audiencia alcanzados por una publicidad, en un medio vehículo específico, generalmente televisión, dentro del público objetivo (target). 

## Medición
Por ejemplo; si una publicidad aparece más de una vez alcanzando al total de la audiencia, los TPR aparecerán como la suma de cada GRP individual multiplicado por el público objetivo (target) estimado del grueso de la audiencia. 
En el caso de un anuncio de televisión que sale al aire 5 veces alcanzando al 50% del grueso de la audiencia general (cobertura) con solo un 60% de la audiencia meta o público objetivo (target), tendrá 250 GRP's (cobertura=50 x frecuencia=5), los TRP en este caso serán el 60% de 250, de esta forma los TRP’s= 150, siendo este el valor de punto de índice de audiencia, 60% de la cobertura. 
Generalmente se tiende a simplificar la data tomando en cuenta solo la relación del número de comerciales sobre los puntos de índice de audiencia sin relacionar los GRP según la forma:
TRP’s= número de comerciales x puntos de índice de audiencia, siendo esta la data usualmente presentada por las agencias de publicidad y medios.
- Datos: Q1250572